# Фрегати типу «Заксен»
Фрегати типу «Заксен» (тип F124, нім. Sachsen-Klasse, «Саксонія») — тип фрегатів військово-морських сил Німеччини. Проєкт був розроблений у 1990-х роках німецькими суднобудівними компаніями: Blohm + Voss і ThyssenKrupp. Фрегати даного типу замінили застарілі ескадрені міноносці типу «Лют'єнс» і застосовуються як флагманські кораблі. За своїми розмірами фрегат більше схожий на ескадрений міноносець (есмінець). Головний корабель серії F219 Sachsen спущений на воду в 2001 році.

## Озброєння
РЛС раннього виявлення SMART-L може супровджувати до 1000 цілей, при цьому РЛС цілевказування і наведення APAR відстежує до 200 цілей з можливістю забезпечення ведення вогню по 30 цілях. Кораблі несут по два вертольоти NH90. Для посадки вертольотів в штормову погоду кораблі оснащені спеціальними системами посадки.
76-мм корабельна гармата OTO Melara розташована на передній палубі. Ствол гармати має довжину 62 калібри, швидкострільність 100 пострілів за хвилину, швидкість снарядів на зрізі ствола сягає близько 925 м/с.

## Список фрегатів
| Назва   | Бортовий номер | Верф          | Закладення      | Спуск на воду  | Добудова          | Експлуатація   | Примітка |
| ------- | -------------- | ------------- | --------------- | -------------- | ----------------- | -------------- | -------- |
| Sachsen | F219           | Blohm + Voss  | 1 лютого 1999   | 20 січня 2001  | 29 листопада 2002 | 31 грудня 2003 |          |
| Hamburg | F220           | Howaldtswerke | 1 вересня 2000  | 16 серпня 2002 | вересень 2004     | 13 грудня 2004 |          |
| Hessen  | F221           | Nordseewerke  | 14 вересня 2001 | 26 липня 2003  | 7 грудня 2005     | 21 квітня 2006 |          |

## Галерея

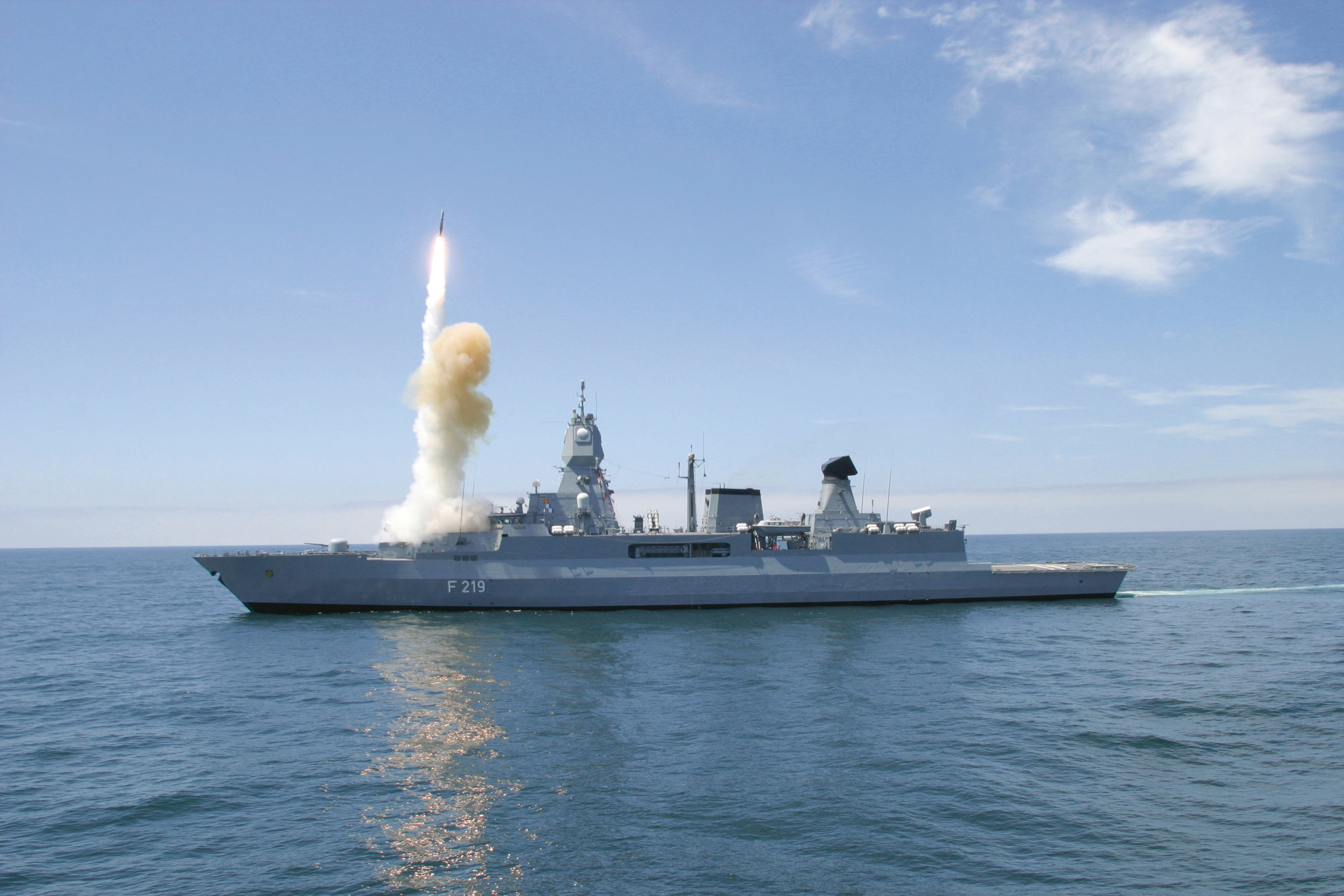
F219 Sachsen
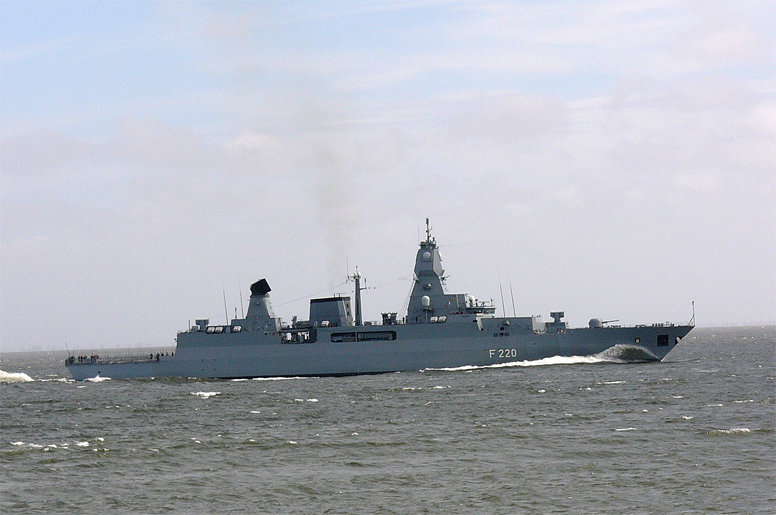
F220 Hamburg
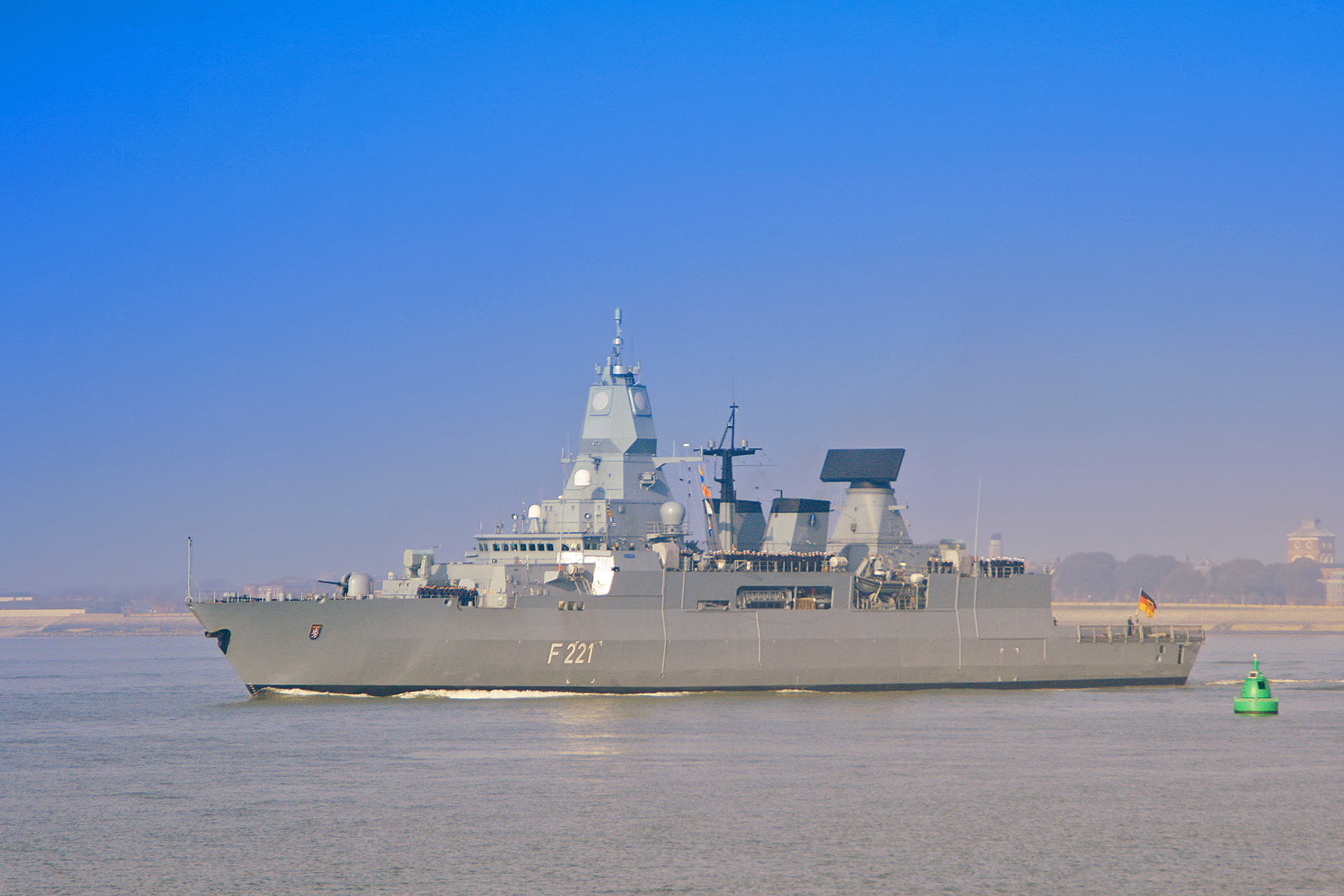
F221 Hessen